# Roedt
Roedt (en luxembourgeois : Réid ) est un lieu-dit de la commune luxembourgeoise de Bous-Waldbredimus située dans le canton de Remich